# Ein klarer Fall
Ein klarer Fall ist ein Kriminalhörspiel aus der Reihe des Radio-Tatorts. Die Textvorlage stammt von John von Düffel, der bereits für mehrere Radio-Tatorte für Radio Bremen das Skript um das Bremer Ermittlerduo Hauptkommissarin Claudia Evernich und Claas Berding und dem sie begleitenden Staatsanwalt Dr. Kurt Gröninger lieferte. Ein klarer Fall wurde zum ersten Mal am 16. Mai 2012 ausgestrahlt. Neben den Hauptdarstellern traten folgende namhafte Sprecher darin auf: Alexander Radszun, Katharina Matz, Hans-Michael Rehberg und Ingeborg Kallweit, wobei letztere als Pathologin bereits in früheren Episoden wie in Wer sich umdreht oder lacht … zu hören war.
Der vorliegende 52. Fall entpuppt sich trotz DNA-Beweis als nicht so klar, wie der Titel suggeriert, Claudia Evernich erfährt einiges über die Vergangenheit ihres todkranken Vaters, ein Unschuldiger wird in Untersuchungshaft ermordet und Claas Berding geht freiwillig zur Aufklärung des Verbrechens „undercover“ ins Gefängnis.

## Inhalt
Zu Beginn der Episode werden Evernich und Berding unfreiwillig Zeuge einer „Blitzpressekonferenz“ des umtriebigen persönlichen Referenten des Polizeipräsidenten und Leiters des Bremer Pilotprojekts Security DNA, Dr. Hannes Köhler. Dieser will den augenblicklichen Erfolg seines Projekts vor der Presse feiern, um von den Verstrickungen der privaten Firma abzulenken. Bei der Security DNA handelt es sich um ein Sicherheitssystem (DNA-Eigentumsmarkierung) in sicherheitsrelevanten Räumlichkeiten, das bei Einbruch oder Diebstahl besonders markierte künstliche DNA versprüht, die für den oder die Täter unsichtbar, nach erfolgtem Zugriff der Polizei zur Beweislast beitragen soll.
Im aktuellen Fall war die Bremer Spielbank überfallen und um 180.000 Euro erleichtert worden. Kurz danach war bereits der mutmaßliche Täter durch den mehr zufällig vorbeikommenden Claas Berding gestellt und verhaftet worden, wobei er den vermeintlichen Räuber mit Gewalt daran hindern musste, sich aus einem Fenster zu stürzen. Dabei schien er laut Berding gleichzeitig froh, daran gehindert worden zu sein, wie verzweifelt, dass man ihn aufgrund der Beweislast einer DNA-befleckten Sturmhaube und der fraglichen Jacke unter Anklage stellen würde. Er beteuerte seine Unschuld und behauptete, beides im Abfallcontainer gefunden zu haben. Dass Köhler Berding pressewirksam als „Helden“ präsentiert, widert diesen an, da er instinktiv fühlt, dass dieser scheinbar klare Fall noch Untiefen birgt.
Doch Claudia Evernich überlässt ihm zusammen mit Staatsanwalt Dr. Kurt Gröninger die weiteren Ermittlungen, da sie ihren bereits zuvor eingereichten einwöchigen Urlaub antreten wird. Bei der Frage nach dem Urlaubsziel weicht sie aus, sie habe private Gründe. Tatsächlich will sie die Zeit nutzen, um bei ihrem krebskranken Vater in der Onkologie sein zu können.

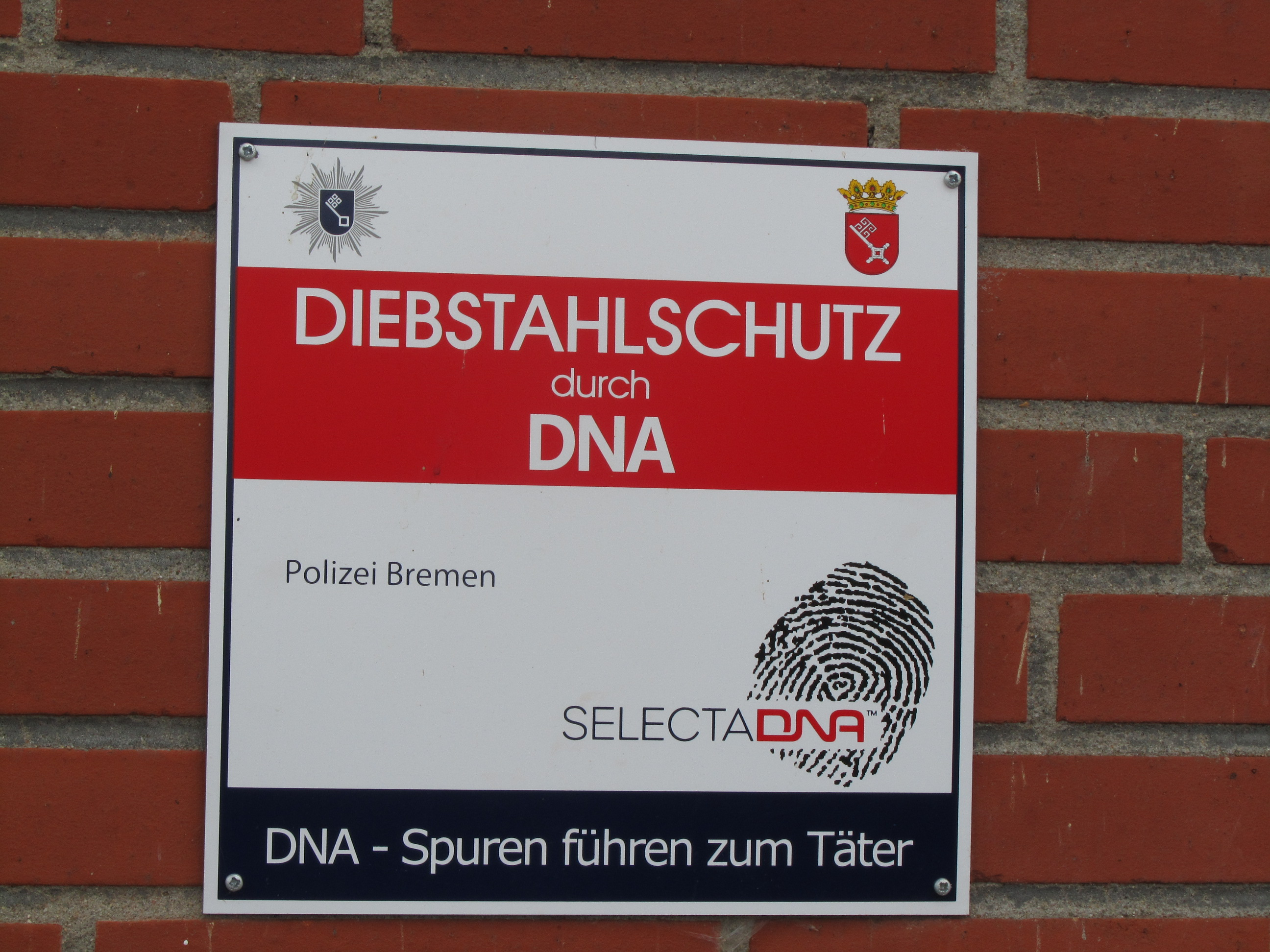
Diebstahlschutz durch DNA, Warnschild in Bremen

Der nun fast auf sich alleingestellte Berding berichtet daraufhin dem ahnungslosen Gröninger von den Entwicklungen. Gröninger ist zum einen überrascht, dass die scheinbar mit ihrem Beruf verheiratete Evernich tatsächlich einmal einen angekündigten Urlaub angetreten hat, zum anderen extrem verärgert, dass der Karrierist Köhler aus politischen Gründen der Ermittlung vorausgegriffen hat. Diese Ablehnung verstärkt sich noch, als beide erfahren müssen, dass Köhler ihnen auch in der eigentlichen Ermittlung einen Schritt voraus sein wollte, indem er den Tatverdächtigen verhörte. Als dieser in Untersuchungshaft erhängt aufgefunden wird, ist der Fall für Köhler gelöst – das Geld bleibt aber weiterhin verschwunden.

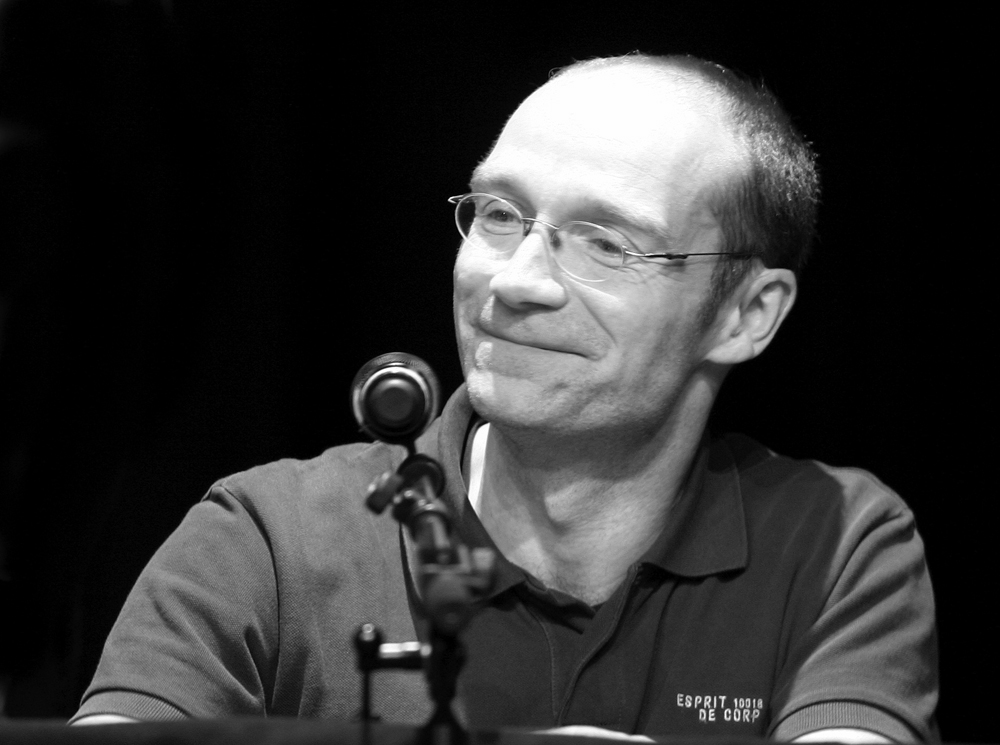
Autor John von Düffel, 2008

Das ungleiche Gespann Berding und Gröninger strengt weiterhin aus unterschiedlichen Motiven die Ermittlungen an, da beide sowohl nicht an einen Selbstmord als auch an eine Täterschaft glauben. Während Gröninger die Gewaltenteilung und Hierarchien verletzende Ermittlungsmethoden und Pressearbeit Köhlers entsetzt und er sich letztendlich übergangen sieht, sieht Berding in dem vermeintlichen Selbstmord kein Schuldeingeständnis, da sich der Tatverdächtige beim ersten Mal bei ihm zu bedanken schien. Darüber hinaus fühlt sich Berding für dessen Leben verantwortlich. Im Untersuchungsgefängnis stellen sie fest, dass der Tote sich mit einer straff zusammengewickelten Einmaldecke erhängt haben muss und dass dieser von seinem Mitinsassen, der Polizei sattsam bekannten und gewaltbereiten Kriminellen Illing aufgefunden wurde.
Als die Pathologin Dr. Elisabeth Michel den Leichnam untersucht, stellt sie zunächst fest, dass dieser idealtypische Strangulationsmerkmale und Einblutungen in den Petechien aufweist, sich aber ansonsten auffällig wenig gegen den Erstickungstod gewehrt haben muss. Die Leiche zeigt zwar auch Blutergüsse, die jedoch auch von der Verhaftung durch Berding stammen könnten. Auffälligerweise hat der Tote zwar überall Spuren des Security DNA-Produkts, aber nicht dort, wo seine Augen unter der Sturmhaube dem Sprühnebel ungeschützt hätten ausgesetzt sein müssen. Da Michel die Blutuntersuchungsergebnisse noch nicht hat, die einen Drogeneinfluss belegen könnten, reift in Berding ein folgenschwerer Entschluss.
Währenddessen stellt Evernich fest, dass ihr schwerkranker Vater sich zwar geistig noch vollkommen unter Kontrolle zu haben scheint, er aber als ehemaliger Pfarrer ihr weiterhin ihre Entscheidung für den Polizeidienst vorwirft, vor allen Dingen den Dienst an der Waffe. Obwohl sie diese noch niemals eingesetzt hat, interessiert er sich auffällig für diese Waffe, fragt, ob sie diese dabei habe und ob sie ihn damit von seinen Leiden erlösen würde. Erst durch ein Gespräch mit ihrer Mutter und dem langjährigen Schließer des Untersuchungsgefängnisses kommt sie dem Hintergrund näher. Ihr Vater war Ende der 1960er/Anfang der 1970er Jahre ein engagierter und liberaler Gefängnispfarrer in Bremen gewesen, der sich als Geisel bei einem Gefängnisaufstand auf die Seite der Insassen geschlagen hatte. Bei ihm hatte das weniger mit dem bekannten Stockholm-Syndrom als mit seiner prinzipiellen Überzeugung zu tun. Für Pfarrer Evernich lag der wahre Terrorismus in dem überzogenen Sicherheitsbewusstsein der Bundesrepublik und der daraus resultierenden Beschneidung der Grundrechte. Seitdem bei der Geiselnahme ein ihm nahestehender Häftling von einem Scharfschützen angeblich versehentlich erschossen wurde, lehnte der Pfarrer die staatliche Obrigkeit konsequent ab. Bevor die Hauptkommissarin jedoch zu ihrem Vater zur Versöhnung kommen kann, überschlagen sich die Ereignisse in für sie und Gröninger unerwarteter Weise.
Denn Berding hatte sich samt einer UV-Lampe als vermeintlicher Häftling undercover in die Zelle Illings schleusen lassen, als er von der Pathologin erfuhr, dass der Tote eine ungewohnt hohe Dosis von Barbituraten im Blut hatte. Allerdings fliegt Berding relativ schnell auf, da Illing in dem leuchtenden Gerät ein Handy vermutete, das er unbedingt haben wollte. Daraufhin schlägt Illing Berding krankenhausreif.

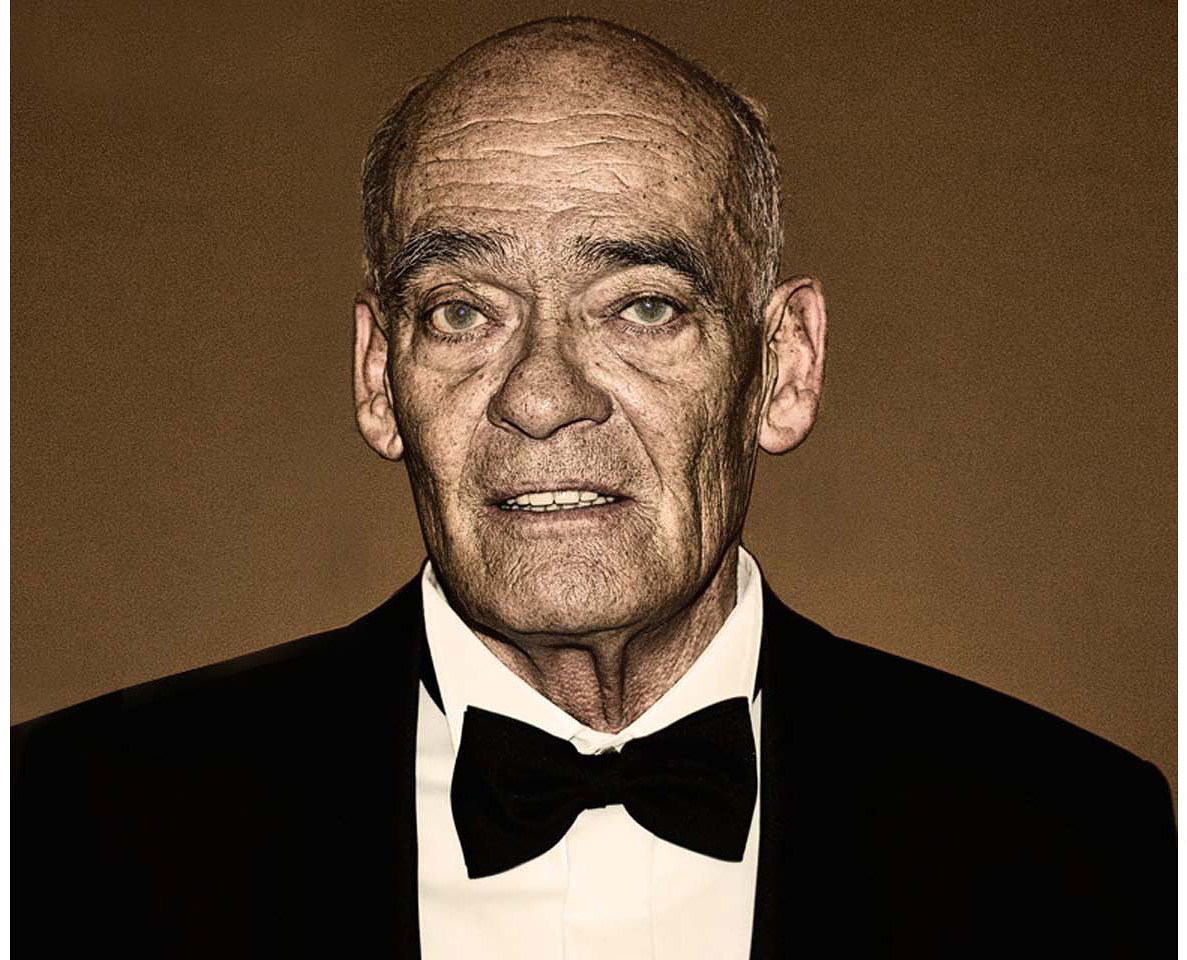
Hans-Michael Rehberg, der den Vater der Kommissarin spricht

Während daraufhin Köhler, der Gröninger weiterhin provoziert, das Zepter der Untersuchungen wieder in die Hand nehmen möchte, greift nun Evernich selbst ein. Bei dem folgenden Verhör bietet ihr Illing, der weiterhin behauptet, dass der ursprüngliche Tatverdächtige, ein kleinkrimineller Drogensüchtiger, die Tat aus Verzweiflung begangen hat, einen Handel an: den Ort der versteckten Beute. Köhler will allzu schnell auf den verdächtigen Handel eingehen, als ein Anruf aus der Klinik alle unterbricht. Berding ist trotz seiner Verletzungen (einer Gehirnerschütterung, zwei gebrochenen Rippen und einer Handfraktur) wieder schnell zu Bewusstsein gekommen und kann aussagen, dass Illing gerade im Gesicht im Umkreis der Sichtschlitze der Sturmhaube überall Spuren der im Schwarzlicht leuchtenden Beweis-DNA hatte und dieser ihm daher ebenso wie seinen ehemaligen Mithäftling zum Schweigen bringen wollte. Illing war der wirkliche Spielbankräuber und Mörder des eigentlichen Sündenbocks.
Anstatt den Ermittlern zu danken, glaubt Dr. Köhler weiterhin unbeirrbar an den Erfolg seines Projekts, das er auch privatwirtschaftlich auszuschlachten gedenkt. Er ist lediglich kurzzeitig irritiert, dass an seinem vor dem Gefängnis geparkten Wagen alle vier Reifen zerstochen wurden. Auch wenn der Vollzugsbeamte ihn an seine Warnung erinnert, dass es die Angehörigen der Insassen an den Besuchstagen oft auf die vermutlichen Dienstwagen von Polizei und Staatsanwaltschaft abgesehen hätten, erinnert die Begebenheit mehr an die früheren Missgeschicke Gröningers mit seinen beschädigten oder entwendeten Fahrrädern.
Evernich, die inzwischen ihren Vater besser versteht, kommt jedoch zu spät zur Versöhnung: Ihr Vater ist in der Nacht verstorben. Ihre Mutter zufolge hat er im Schlaf ständig nach ihr gerufen.

## Hintergrund
Der den todkranken im Bett liegenden Vater Evernichs spielende Hans-Michael Rehberg absolvierte die Tonaufnahmen adäquat liegend, wie das Making of-Standfoto enthüllte.

## Rezension

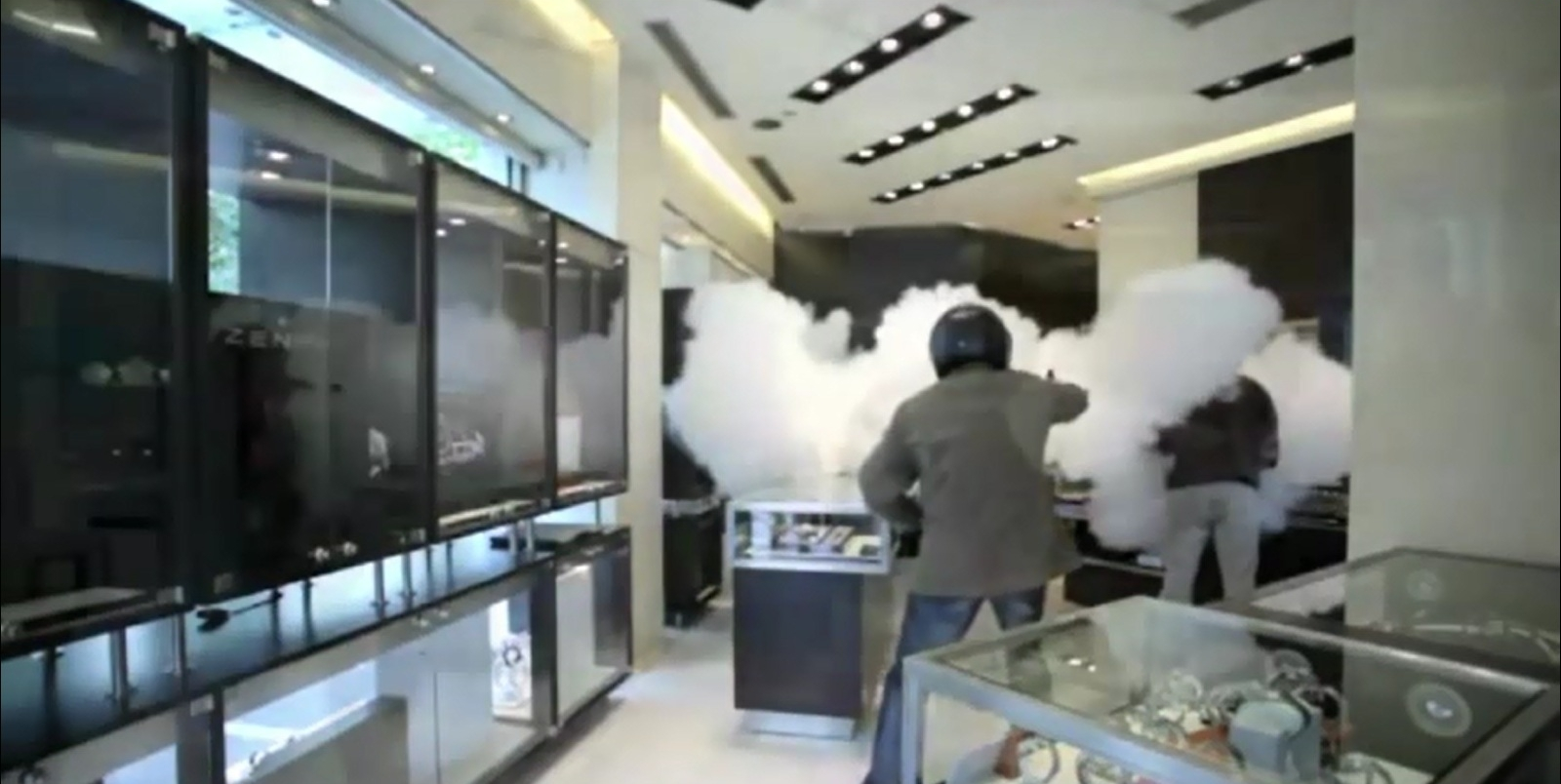
Überfallschutz durch Sicherheitsnebelanlage mit DNA

- „Der Tatort wirkt fast überfrachtet, soviel Themenfelder schneidet John von Düffel hier an. Aber es gelingt ihm, dank einer gelungenen Strukturierung, das Ganze doch recht nachvollziehbar zu erzählen. Das, was hier vielleicht etwas überzogen wirkt, nämlich die künstliche DNA, hat einen realen Hintergrund und ist damit von diesem Vorwurf befreit. Die Inszenierung ist gelungen. Der Wechsel zwischen den einzelnen Erzählstrecken funktioniert, die Tempowechsel halten das Stück lebendig. Aus dem guten Ensemble möchte ich die Leistung Martin Englers herausheben, der hier einen sehr starken Auftritt hinlegt.“[3]
- „Ein guter Tatort mit erstklassigen Sprechern und einer guten Geschichte, die eine versteckte Warnung gegen einen Hype um neue Sicherheitstechniken enthält.“[4]